# Epsom and Ewell
Epsom and Ewell ist ein Verwaltungsbezirk mit dem Status eines Borough in der Grafschaft Surrey in England. Er besteht aus den beiden Städten Epsom (Verwaltungssitz) und Ewell, die beide an der Grenze zu Greater London liegen. 
1779 organisierte Edward Smith Stanley, 12. Earl of Derby ein Pferderennen für dreijährige Stuten über eineinhalb Meilen und nannte es nach seinem Anwesen The Oaks – Die Eichen. Das Oaks wird bis heute Anfang Juni auf der Rennbahn Epsom-Down ausgetragen und ist das wichtigste englische Stutenrennen. Seit 1780 findet in Epsom das englische Derby, das preisträchtigst englische Pferderennen mit rund ca. 1,75 Millionen € Preisgeld ebenfalls im Juni statt. Das Epsom Derby ist eine der größten britischen Sportveranstaltungen und wird weltweit im Fernsehen übertragen.
Der Urban District entstand 1894 und hieß bis 1934 Epsom. 1934 erfolgte die Umwandlung in ein Municipal Borough. 1965 und 1974 bestanden Pläne, aus Epsom and Ewell einen Stadtbezirk von Greater London zu machen, doch die Grenzen blieben bis heute unverändert.